# 瀬田河村
瀬田河村（せたがわそん）は、岡山県真庭郡にあった村。現在の真庭市開田、上市瀬、下市瀬、西河内に当たる。

## 歴史
- 1889年（明治22年）6月1日 - 町村制により、真島郡開田村、上市瀬村、下市瀬村、西河内村が合併、瀬田河村となる。大字下市瀬に役場を置く。
- 1900年（明治33年）4月1日 - 真島郡が大庭郡と合併し、真庭郡となる。
- 1904年（明治37年）6月1日 - 真庭郡落合町（初代）、天津村と合併し、落合町（2代）となる。同日瀬田河村は廃止。4つの大字は落合町に継承。

## 大字
現在はすべて真庭市の大字として存続している。読みの後ろの数字は現在の郵便番号。
- 開田（かいで） 〒719-3111
- 上市瀬（かみいちぜ） 〒719-3141
- 下市瀬（しもいちぜ） 〒719-3143
- 西河内（にしごうち） 〒719-3145